# Liga de Lezhë
A Liga de Lezhë (em albanês: Lidhja e Lezhës), também comumente conhecida como Liga Albanesa (em albanês: Lidhja Arbërore), foi uma aliança militar e diplomática da aristocracia albanesa, criada na cidade de Lezhë em 2 de março de 1444. A Liga de Lezhë é considerada o primeiro país albanês independente e unificado na Idade Média, com Skanderbeg como líder dos chefes e nobres albaneses regionais unidos contra o Império Otomano.  Skanderbeg foi proclamado "Chefe da Liga do Povo Albanês", enquanto Skanderbeg sempre se autodenominou "Dominus Albaniae" (Albanês: Zot i Arbërisë, Senhor da Albânia).  
Na assembleia de Lezhë, estavam presentes membros das famílias Kastrioti, Arianiti, Zaharia, Muzaka, Spani, Thopia, Balsha e Crnojević, que estavam ligadas matrilinearmente ou por casamento aos Kastrioti. Os membros contribuíam para a liga com homens e dinheiro, ao mesmo tempo em que mantinham o controle dos assuntos internos de seus domínios. Logo após sua criação, os pró-venezianos Balsha e Crnojevići deixaram a liga nos eventos que levaram à Guerra Albanesa-Veneziana (1447-1448). O tratado de paz da guerra albanesa-veneziana, assinado em 4 de outubro de 1448, é o primeiro documento diplomático em que a liga aparece como uma entidade independente.  Barleti referiu-se à reunião como generalis concilium ou universum concilium ("conselho geral" ou "conselho geral"); o termo "Liga de Lezhë" foi cunhado por historiadores subsequentes. 

## Antecedentes

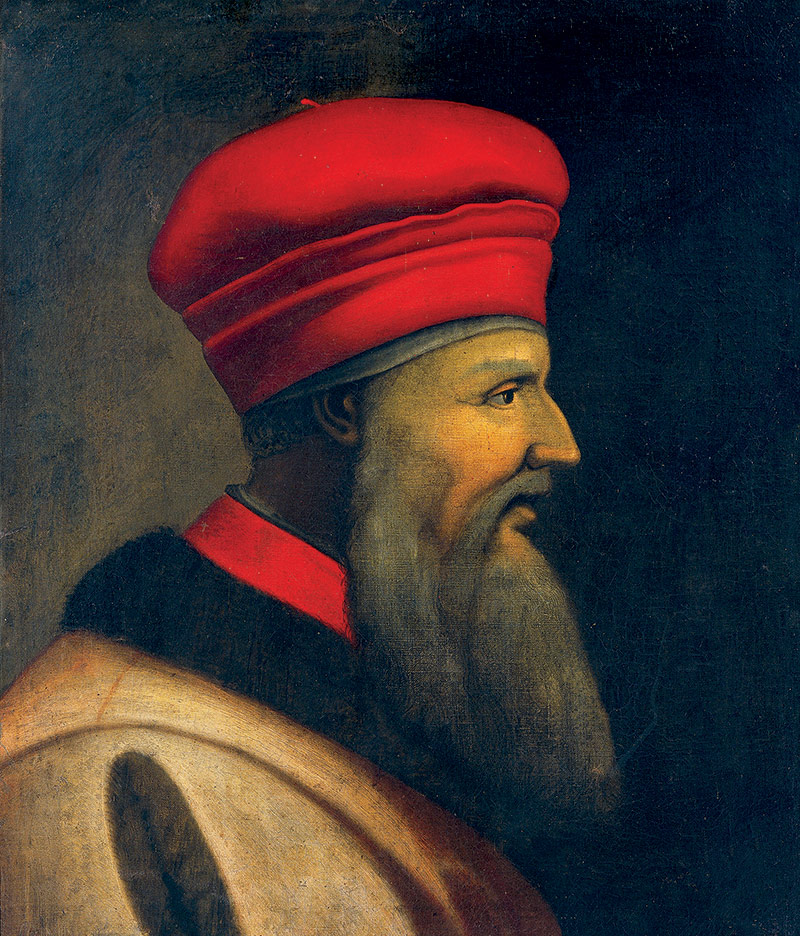
Gjergj Kastrioti Skanderbeg, o governante da Albânia na época.

Após a morte do imperador sérvio Estêvão Úresis IV em 1355, os magnatas da Albânia estabeleceram seus próprios domínios. Quando as forças otomanas entraram na Albânia, elas se depararam com pequenos principados que estavam envolvidos em lutas ferozes entre si. A primeira batalha contra as forças otomanas na Albânia foi a de Balša II, o Senhor de Zeta, quando Carlos Thopia convidou os otomanos, que derrotaram e mataram Balša II na batalha de Savra, que aconteceu em 18 de setembro de 1385.  
No século XV, o Império Otomano se estabeleceu nos Bálcãs sem nenhuma resistência significativa oferecida pelos nobres cristãos locais. Muitos deles ainda estavam lutando entre si e não viam o avanço otomano como uma ameaça ao seu poder. Embora uma guerra civil tenha eclodido entre os filhos de Bajazeto I em 1402-1413, nenhum dos nobres cristãos nos Bálcãs da época aproveitou a oportunidade para repelir os otomanos; pelo contrário, búlgaros, sérvios e húngaros até ajudaram o futuro sultão Maomé I a tomar o poder, participando como seus aliados na batalha final contra seu irmão.  Após o fim da guerra civil otomana em favor de Mehmed I, suas forças capturaram Kruja da Thopia em 1415, Berat em 1417 da Muzaka, Vlora e Kanina em 1417 da viúva de Balša III, e Gjirokastër em 1418 da Zenevisi. Sob pressão do Império Otomano e da República de Veneza, os principados albaneses começaram a vacilar.  Alguns nobres albaneses se revoltaram em 1432-36.
Em novembro de 1443, Skanderbeg capturou Kruja com suas tropas e declarou sua independência do sultão. 

## Formação

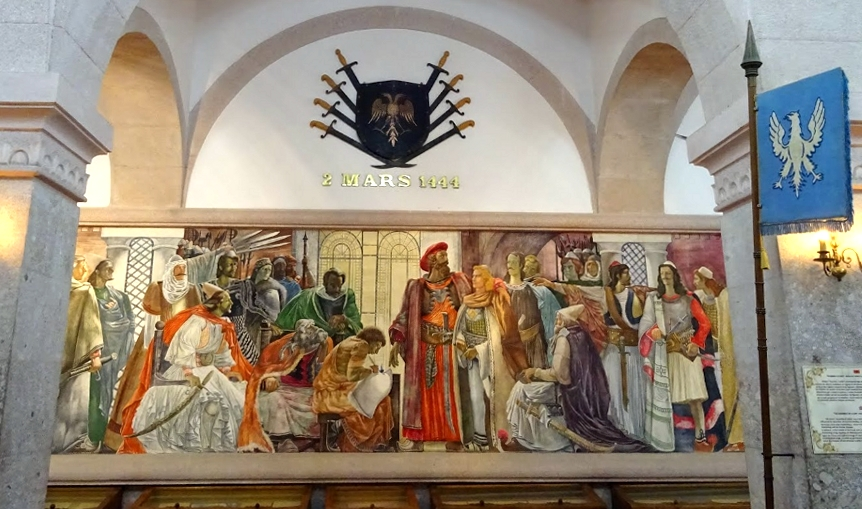
Pintura da Liga de Lezhë no Museu Skanderbeg em Krujë.

A Liga de Lezhë foi fundada em 2 de março de 1444 por: 
- Lekë Zaharia (Senhor de Sati e Dagnum), e seus vassalos Pal e Nicholas Dukagjini
- Pjetër Spani (Senhor das montanhas atrás de Drivasto) [13]
- Lekë Dushmani (Senhor de Pult Menor) [13]
- Gjergj Strez Balsha, Gjon Balsha e Gojko Balsha (Senhores de Misia, entre Kruja e Lezhë) [13]
- Andrea Thopia (Senhor da Scuria, entre Tirana e Durrës) com seu sobrinho Tanush [14]
- Gjergj Arianiti
- Theodor Corona Muzaka
- Stefan Crnojević (Senhor do Alto Zeta) [13]

Estiveram presentes na reunião delegados de Veneza.  A aliança militar   era composto pelos senhores feudais da Albânia, que tinham que contribuir para a liga com homens e dinheiro.  Skanderbeg foi proclamado "Chefe da Liga do Povo Albanês".   Assim, ele era o líder da Liga e comandante-chefe de suas forças armadas combinadas, que somavam 8.000 guerreiros.   Todos os senhores territoriais tinham seus próprios domínios e assuntos; "Skanderbeg não tinha o direito de interferir nos assuntos dos domínios de outros nobres", agindo apenas como o líder militar supremo, como primus inter pares.   Barleti referiu-se à reunião como generalis concilium ou universum concilium ("conselho geral" ou "conselho geral"); o termo "Liga de Lezhë" foi cunhado por historiadores subsequentes. 
Iniciado e organizado sob o patrocínio veneziano,  através de tratados, a liga foi colocada sob o rei Alfonso V, com Skanderbeg como Capitão-general. 

## História

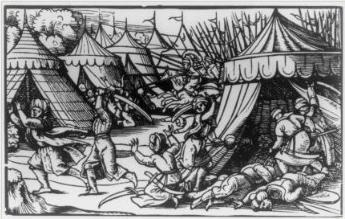
Ataque albanês a um acampamento otomano na Batalha de Albulena

As forças da Liga tiveram vitórias contra os otomanos em Torvioll (1444),  Mokra (1445),  Otonetë (1446),  Oranik (1448),  uma derrota em Svetigrad (1448) vitória em Polog (1453),  vitória em Krujë (1450), Albulena (1457), Ohrid (1464), Mokra (1462) e muitos outros.
A primeira grande vitória de Skanderbeg contra os otomanos foi na Batalha de Torvioll, e a notícia da vitória dos albaneses sobre os turcos se espalhou muito rapidamente pela Europa. Nos dois anos seguintes, a coalizão albanesa-tétana venceu os otomanos. Em 14 de maio de 1450, começou o primeiro cerco de Kruja, que os otomanos tiveram que encerrar no ano seguinte sem sucesso. Em 1451, Skanderbeg formou uma aliança temporária com o Reino de Nápoles; no entanto, os albaneses não receberam ajuda de lá. Em 1452, os otomanos foram derrotados em Mokrra e Meçadi. Após a queda de Constantinopla, os albaneses receberam ajuda financeira de Nápoles e Veneza, bem como do Papa. Até 1462, as tropas de Skanderbeg conseguiram derrotar os otomanos todos os anos sem enfraquecer significativamente sua superioridade. Todos os anos, o sultão conseguia enviar um novo exército sem dificuldade. Somente em 1460 e 1463 os cessar-fogo interromperam os combates. Em 1462, Skanderbeg conseguiu tomar a importante cidade de Ohrid. 
Em 1466, o segundo cerco ao Castelo de Kruje foi derrubado. No entanto, os otomanos fundaram a fortaleza de Elbasan ao sul, no vale do Shkumbin, e assim finalmente se estabeleceram na Albânia. Em 1467, um terceiro cerco de Kruje falhou. 
Em 1468, o exército Skanderbeg de 10.000 homens conseguiu resistir aos otomanos. Os albaneses receberam apoio financeiro de Veneza e dos reis da Hungria e de Nápoles. Após a morte de Skanderbeg em 1468, a Liga Lezha começou a se desintegrar. Depois dos venezianos, os albaneses do norte, em particular, continuaram a luta contra os otomanos. Quando Shkodra, que até então era dominada pelos venezianos, foi tomada pelos otomanos em 1479, a resistência entrou em colapso e toda a área de assentamento albanesa foi incorporada ao Império Otomano. 
Houve também uma curta guerra entre a Albânia e Veneza em 1447-1448, mas em 4 de outubro de 1448, a Guerra Albanesa-Veneziana terminou quando Skanderbeg e Nicholas Dukagjini assinaram um tratado de paz com Veneza, que manteria suas possessões na Albânia, incluindo Dagnum, sob as condições de que Veneza pagasse uma quantia anual de 1.400 ducados e que alguns membros da liga se beneficiassem de certos privilégios comerciais, etc. 

## Dissolução e consequências

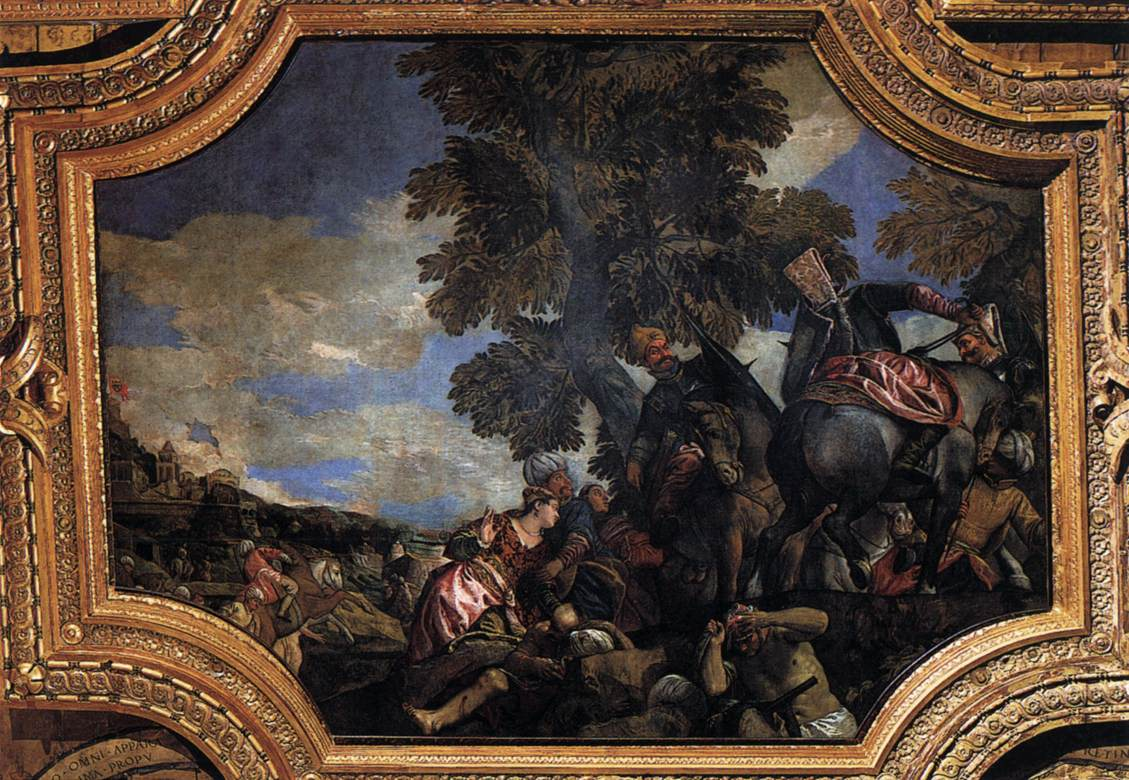
Cerco de Shkodër por Veronese em 1478

A aliança era precária.  Embora a data oficial da dissolução seja desconhecida, a Liga de Lezhë se fragmentou logo após sua fundação, com muitos de seus membros se separando. Em 1450, certamente deixou de funcionar como originalmente pretendido, e apenas o núcleo da aliança sob Skanderbeg e Arianiti continuou a lutar contra os otomanos. Alguns membros preferiram agir de acordo com seus próprios interesses. Durante o ataque ao sultão em 1450, eles continuaram mudando de posição entre apoiar os otomanos e juntar-se a Skanderbeg.  Depois que Pjetër Spani e Gjergj Dushmani deixaram a aliança,  e depois que os Arianiti e Dukagjini a deixaram em 1450, membros da família Dukagjini concluíram a paz com o Império Otomano e até começaram a conspirar contra Skanderbeg. 

## Comandantes de Skanderbeg
- Gjergj Arianiti
- Hamza Kastrioti, sobrinho de Skanderbeg, juntou-se aos otomanos em 1457
- Moisi Arianit Golemi, juntou-se aos otomanos em 1457
- Vrana Konti
- Vladan Jurica, Intendente Geral Skanderbegs
- Tanush Thopia
- Karl Muzaka Thopia
- Lekë Dukagjini
- Nikollë Dukagjini, juntou-se aos otomanos em 1457
- Pal III Dukagjini, juntou-se aos otomanos em 1457
- Pjetër Perlati
- Marinho espanhol
- Andréa Thopia
- Ajdin Muzaka
- Dhimitër Berisha
- Nik Peta
- Pal Golemi

Durante 25 anos, de 1443 a 1468, o exército de 10.000 homens de Skanderbeg marchou através do território otomano, vencendo forças otomanas cada vez maiores e mais bem abastecidas.  Ameaçados pelos avanços otomanos na sua terra natal, a Hungria, e mais tarde Nápoles e Veneza – os seus antigos inimigos – forneceram a espinha dorsal financeira e o apoio ao exército de Skanderbeg.  Após a morte de Skanderbeg em 1468, o sultão "subjugou facilmente a Albânia", mas a morte de Skanderbeg não pôs fim à luta pela independência. 

## Legado
A Liga de Lezhë foi a base para um estado albanês.  A formação da Liga significou que, pela primeira vez, a Albânia estava unida sob um líder albanês.  Alguns historiadores consideram a Liga como um estado albanês independente.  Outros não aceitam esta visão, dizendo que era apenas uma liga militar.  No entanto, a Liga forneceu os elementos básicos da unidade albanesa. 
Skanderbeg e a Liga de Lezhë tornaram-se parte da historiografia albanesa. Esse período da história, categorizado como pré-comunista, é visto por muitos como mítico e incontestável. Nestes casos, as lutas contra o Império Otomano e outras potências estrangeiras e os processos de autodefinição nacional sustentam o quadro ideológico ligado a esse período. 

## Monarcas
| Foto | Título e nome                        | Reinado     | Notas |
| ---- | ------------------------------------ | ----------- | --- |
|      | Dominus Albaniae Gjergj Kastrioti    | 1444 – 1468 | Skanderbeg iniciou a Liga de Lezhë em 1444, reunindo importantes famílias nobres albanesas na cidade de Lezhë. Proclamando-se "Chefe da Liga do Povo Albanês", Skanderbeg garantiu o apoio da nobreza albanesa para formar uma frente unida contra o Império Otomano. |
|      | Príncipe de Dukagjini Lekë Dukagjini | 1468 – 1479 | Como último governante da Liga de Lezhë, Lekë desempenhou um papel fundamental na sustentação da resistência albanesa ao Império Otomano após a morte de Skanderbeg em 1468. Apesar dos desafios internos e da eventual captura de Shkodër pelos otomanos em 1479, a liderança de Dukagjini foi fundamental nos esforços da Liga para manter sua independência e resistir à conquista otomana. |